# Éducation pour tous
 (février 2022).

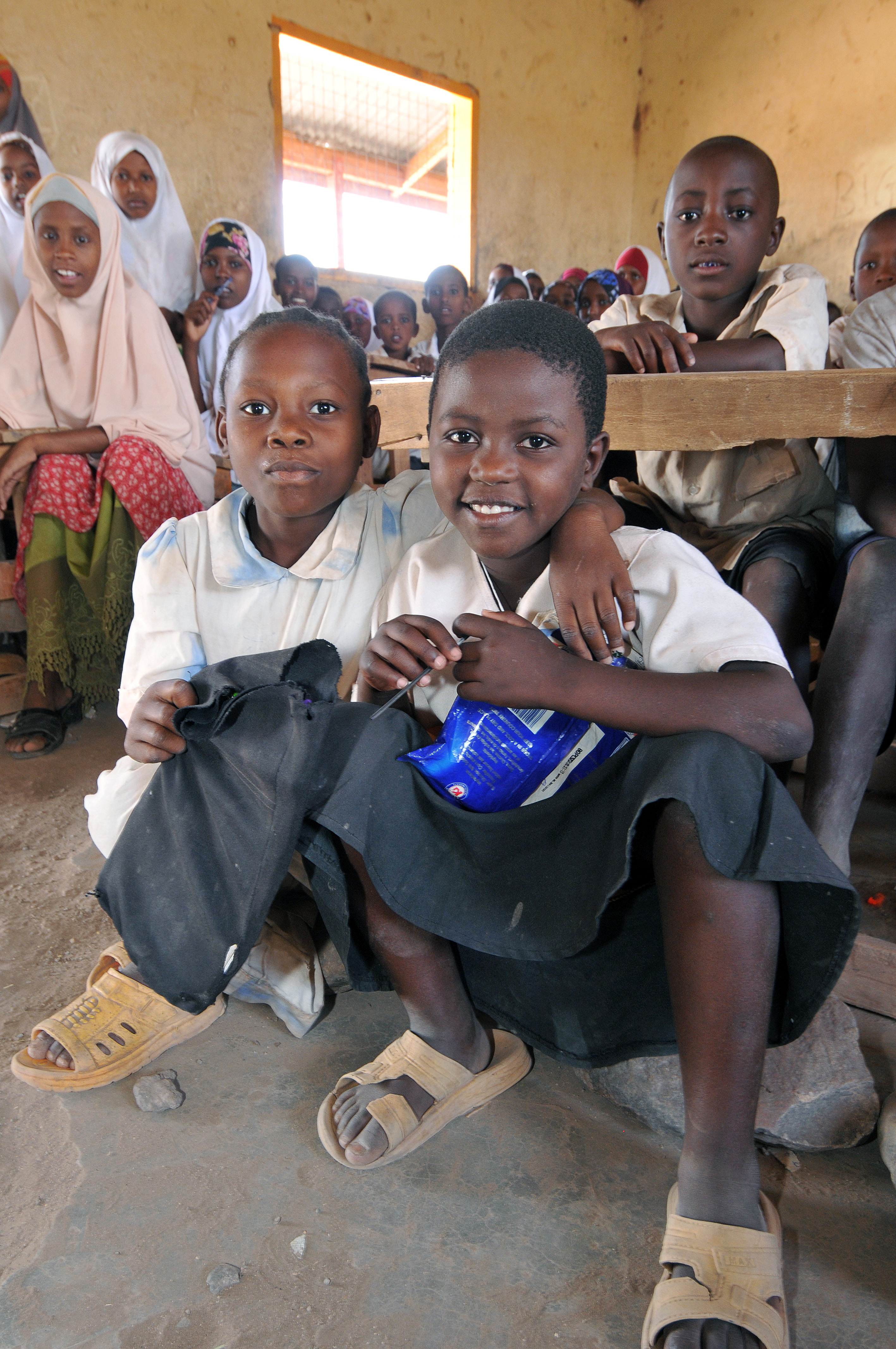
Éducation pour tous

L'Éducation pour tous (EPT) est un engagement global pris par l'UNESCO (Organisation des Nations unies pour l'éducation, la science et la culture) visant à assurer une éducation de base de qualité pour tous les enfants, jeunes et adultes. Lors du Forum mondial sur l’éducation (Dakar, 2000), 164 gouvernements ont plaidé en faveur de l’EPT et ont identifié six objectifs à atteindre d’ici à 2015. Les participants au Forum ont réaffirmé la vision de la Déclaration mondiale sur l’éducation pour tous adoptée dix ans plus tôt à Jomtien en Thaïlande.
L’UNESCO, institution chef de file en matière d’éducation, coordonnera et mobilisera tous les partenaires aux niveaux national, régional et international: les agences de financement multilatérales et bilatérales, les organisations non gouvernementales, le secteur privé ainsi que les organisations de la société civile.
Le GPE (Global Partnership for Education) est le plus grand fonds au monde dédié exclusivement à transformer l'éducation dans les pays à faible revenu. Il a été instauré pour mettre en œuvre l'éducation pour tous. En tant que partenariat unique et multipartite, il travaille à offrir une éducation de qualité à chaque fille et chaque garçon dans le monde.
Le Rapport GEM est une référence inédite, complète, analytique et qui fait autorité, qui permet d’examiner et de faire avancer le suivi et l’examen de l’éducation au niveau mondial.

## UNESCO
L'UNESCO développe des outils éducatifs pour aider chaque individu à vivre en tant que citoyen du monde. L'UNESCO travaille pour que chaque enfant et chaque adulte ait accès à une éducation de qualité. L'UNESCO renforce les liens entre les Nations en promouvant le patrimoine culturel et l'égalité de toutes les cultures. L'UNESCO favorise les programmes et les politiques scientifiques qui sont des plateformes de développement et de coopération. L'UNESCO défend la liberté d'expression, un droit fondamental et une condition essentielle pour la démocratie et le développement.
La 39e session de la Conférence générale a élu Audrey Azoulay Directrice générale de l’UNESCO, succédant ainsi à Irina Bokova. Élue pour un mandat de 4 ans, Audrey Azoulay a pris ses fonctions le 15 novembre 2017. Activement engagée depuis des années en faveur du dialogue interculturel et intergénérationnel afin de faire progresser l’éducation pour tous et la diffusion des savoirs scientifiques et culturels, Audrey Azoulay compte poursuivre cet engagement à la direction de l’UNESCO.

### Partenariats
Les partenaires de l’UNESCO comprennent le Système des Nations unies pour le Développement, des donateurs, des groupes clés comme les jeunes, les villes et les entreprises, les ONG, les OIG et ce que nous appelons la « famille partenaires de l’UNESCO ». La « famille élargie » de l'UNESCO, y compris les clubs UNESCO, les chaires UNESCO et le réseau UNITWIN, les Ambassadeurs de bonne volonté de l'UNESCO, le réseau UNEVOC, les instituts et centres spécialisés, les programmes intergouvernementaux de l'UNESCO et leurs membres apportent une richesse de connaissances et d'expertise aux programmes de l'UNESCO, et constituent une dimension importante de l’avantage comparatif de l’UNESCO. Au niveau des pays, les commissions nationales de l’UNESCO sont les points focaux nationaux de l’UNESCO et constituent des partenaires privilégiés de l’UNESCO pour leur diffusion, leur engagement et l’amplification des messages sur la vision et la mission de l’UNESCO.
Les partenaires potentiels peuvent également s'engager avec l'UNESCO dans la préparation et la mise en œuvre de programmes assortis de délais de portée régionale, sous-régionale ou nationale qui sont conçus pour répondre aux besoins d'États membres spécifiques. Il s'agit d'un espace où les opportunités de collaboration et de partenariat sont identifiées et développées en étroite consultation avec les parties prenantes nationales, infranationales et, dans certains cas, municipales.

## Forum mondial de l'éducation (Dakar, Senegal, 2000)
Lors du Forum mondial sur l’éducation organisé à Dakar, Sénégal, en 2000, les gouvernements de 164 pays, ainsi que les représentants de groupes régionaux, d’organisations internationales, de bailleurs de fonds, d’organisations non gouvernementales (ONG) et de la société civile ont adopté le Cadre d’action afin d’honorer les engagements en faveur de l’EPT. Le Cadre de Dakar comprend six objectifs, auxquels sont associées des cibles, qui devaient être atteints à l’horizon 2015, et 12 stratégies auxquelles toutes les parties prenantes se devaient de contribuer.
- Objectif 1 – Éducation et protection de la petite enfance
- Objectif 2 – Enseignement primaire universel
- Objectif 3 – Compétences des jeunes et des adultes
- Objectif 4 – Alphabétisme des adultes
- Objectif 5 – Égalité des sexes
- Objectif 6 – Qualité de l’éducation[4]

L’indice du développement de l’EPT (IDE) est un moyen permettant d’indiquer les progrès vers l’EPT dans son ensemble.
- Enseignement primaire universel : cet objectif suppose à la fois l’accès universel à l’enseignement primaire et son achèvement universel. Cependant, s’il est relativement aisé de mesurer l’accès et la participation à ce niveau, la définition de l’achèvement de l’éducation primaire n’est pas consensuelle. Pour mesurer la performance en matière d’EPU (objectif 2) dans l’IDE, l’indicateur retenu est donc le taux net de scolarisation (TNS) dans le primaire, qui représente le pourcentage d’enfants en âge de fréquenter l’école primaire et qui sont scolarisés dans le primaire ou le secondaire. Sa valeur varie de 0 à 100%. Un TNS de 100% signifie que tous les enfants d’âge scolaire sont scolarisés pour une année donnée, même si tous ne la mènent pas nécessairement à terme[12].
- Alphabétisation des adultes : le taux d’alphabétisme des adultes est utilisé comme une mesure d’approximation des progrès accomplis vers la réalisation de l’objectif 4. Cette méthode a ses limites. En premier lieu, l’indicateur relatif à l’alphabétisme des adultes étant un état du stock en capital humain, il évolue lentement, et l’on pourrait faire valoir qu’il ne s’agit pas d’un bon « indicateur avancé » des progrès réalisés chaque année vers l’amélioration des niveaux d’alphabétisme. En second lieu, les données existantes sur l’alphabétisme ne sont pas entièrement satisfaisantes. La plupart d’entre elles sont obtenues par des méthodes conventionnelles qui ne reposent pas sur des tests et surestiment le niveau d’alphabétisme des individus. De nouvelles méthodes, fondées sur des tests et sur une définition de l’alphabétisme conçu comme un continuum de compétences, sont en cours d’élaboration et sont appliquées dans certains pays afin d’améliorer la qualité des données sur l’alphabétisme[13].
- Qualité de l’éducation : Il existe plusieurs mesures d’approximation de la qualité de l’éducation, en particulier les mesures des résultats d’apprentissage des élèves, largement employés à cette fin, notamment entre pays ayant des niveaux de développement similaires. Cependant, les mesures des acquis d’apprentissage sont incomplètes car elles se limitent souvent à des savoir-faire élémentaires (lecture, calcul, sciences) et ne portent pas sur les valeurs, les capacités et autres compétences non cognitives qui sont également des buts importants de l’éducation[12]. Elles ne disent rien non plus de la valeur cognitive ajoutée par l’école (par rapport au milieu familial) ou de la répartition des aptitudes parmi les enfants scolarisés[13].

## EPT et inclusion
L’édition 2017/18 du Rapport mondial de suivi sur l’éducation de l’UNESCO (GEM) met l’accent sur la responsabilité des gouvernements pour garantir une éducation universelle de qualité et souligne qu’il est indispensable de rendre des comptes pour atteindre cet objectif.
« L’éducation est une responsabilité partagée entre tous : gouvernements, écoles, enseignants, parents et acteurs privés », a déclaré la Directrice générale de l’UNESCO, Irina Bokova. « Rendre des comptes renvoie à la manière dont les professeurs enseignent, les étudiants apprennent et les gouvernements agissent. Cette responsabilité doit être définie avec soin et reposer sur les principes d’équité, d’inclusion et de qualité ».
Dans les pays à revenu faible et intermédiaire, des millions de jeunes élèves courent le risque de rater des opportunités et de percevoir de bas salaires plus tard dans la vie parce que leurs écoles primaires et secondaires ne parviennent pas à leur donner l’éducation dont ils ont besoin pour réussir. Mettant en garde contre une « crise de l’apprentissage » dans l’éducation mondiale, un nouveau rapport de la Banque mondiale soutient que sans apprentissage, la scolarisation n’est pas seulement une occasion manquée, elle est également une grosse injustice pour les enfants et les jeunes du monde entier.

### Parité des genres
Au cours des 25 dernières années, d’importants progrès ont été accomplis sur la voie de la parité entre les genres grâce aux efforts soutenus qui ont été menés afin d’améliorer l’éducation des filles, notamment au moyen de politiques et de programmes visant à faire évoluer les attitudes sociales, à offrir une aide financière aux étudiantes et à renforcer l’accessibilité des écoles. L’objectif 5 du programme de l’Éducation pour tous prévoyait d’atteindre la parité en 2005. Bien que cet objectif ait été manqué, les progrès constants réalisés dans les années 1990 et 2000 ont permis d’atteindre la parité dans l’enseignement primaire et secondaire en 2009 et de s’en rapprocher au plus près dans l’alphabétisation des jeunes en 2016.
Les disparités entre les sexes au détriment des femmes subsistent cependant dans l’alphabétisation des adultes, les femmes représentant 63 % des adultes analphabètes. Dans l’enseignement supérieur, les disparités entre les sexes sont préjudiciables aux hommes : dès 2004, les hommes avaient moins de chances que les femmes de participer à ce niveau d’enseignement.

## Sources
- Cet article est partiellement ou en totalité issu de la page « Rapport mondial de suivi de l'éducation 2019: rapport sur l'égalité des genres: Bâtir des ponts pour promouvoir l'égalité des genres » de UNESCO, le texte ayant été placé par l’auteur ou le responsable de publication sous la CC BY-SA 3.0 IGO